# 애플 워치
애플 워치(영어:  Apple Watch)는 애플이 판매하는 스마트워치이다. 2014년 9월 9일에 미국 캘리포니아 쿠퍼티노 디앤자 단과대학 플린트센터에서 처음으로 발표되었다. 2015년 3월 9일 미국 샌프란시스코 에바 부에나 센터에서 열린 공식 행사에서 애플 워치에 대한 정보를 추가적으로 발표했다. 2015년 4월 24일에 처음으로 출시되어 판매했으며, 대한민국의 애플워치 출시일은 6월 26일이었다.
2015년 4월 25일 애플 워치용 전용 앱스토어가 개시 되었고 예약주문도 시작되었다. 일부 명품매장에선 직접 구매도 가능하다.

## 애플리케이션
애플 워치에는 기본적으로 전화, 메시지, 메일, 캘린더, 액티비티, 운동, 지도, 패스북, 시리, 음악, 카메라 리모트, 리모트, 날씨, 주식, 사진, 시계(스톱워치 등), 설정 애플리케이션을 내장하고 있으며, 연동하는 iOS 기기의 설정을 통해 앱스토어에서 다른 제작자가 만든 앱을 다운 받아 설치할 수 있다.

## 하드웨어
| 워치                                                                                             | 포함 OS                | 출시일                      | 최종 지원 OS               | 지원 종료       | 지원 수명    |
| ------------------------------------------------------------------------------------------------ | ---------------------- | --------------------------- | -------------------------- | --------------- | ------------ |
| 1세대 (통칭 시리즈 0)                                                                            | watchOS 1.0 (iOS 8.2)  | 2015년 4월 24일             | watchOS 4.3.2 (iOS 11.4.1) | 2018년 9월 17일 | 3년, 4개월   |
| 시리즈 1                                                                                         | watchOS 3.0 (iOS 10.0) | 2016년 9월 12일             | watchOS 6.2.8 (iOS 13.7)   | 2020년 9월 15일 | 8년, 8개월   |
| 시리즈 2                                                                                         | watchOS 3.0 (iOS 10.0) | 2016년 9월 16일             | watchOS 6.2.8 (iOS 13.7)   | 2020년 9월 15일 | 8년, 7개월   |
| 시리즈 3                                                                                         | watchOS 4.0 (iOS 11.0) | 2017년 9월 22일             | watchOS 8.7.1              |                 | 7년, 7개월 + |
| 시리즈 4                                                                                         | watchOS 5.0 (iOS 12.0) | 2018년 9월 21일             | 최신 watchOS               |                 | 6년, 7개월 + |
| 시리즈 5                                                                                         | watchOS 6.0 (iOS 13.0) | 2019년 9월 20일             | 최신 watchOS               |                 | 5년, 7개월 + |
| SE 1세대                                                                                         | watchOS 7.0 (iOS 14.0) | 2020년 9월 18일             | 최신 watchOS               |                 | 4년, 7개월 + |
| 시리즈 6                                                                                         | watchOS 7.0 (iOS 14.0) | 2020년 9월 18일             | 최신 watchOS               |                 | 4년, 7개월 + |
| 시리즈 7                                                                                         |                        | 2021년 10월 15일            |                            |                 |              |
| 시리즈 8                                                                                         |                        | 2022년 9월 16일             |                            |                 |              |
| 울트라 1세대                                                                                     |                        | 2022년 9월 16일             |                            |                 |              |
| SE 2세대                                                                                         |                        | 2022년 9월 16일             |                            |                 |              |
| 시리즈 9                                                                                         |                        | 2023년 9월 12일             |                            |                 |              |
| 울트라 2세대                                                                                     |                        | 2023년 9월 12일             |                            |                 |              |
| \| 범례: \| 판매 중단 및 미지원 \| 판매는 중단되었으나 지원 중 \| 개발 중이며 현재 판매 중 \| \| |                        |                             |                            |                 |              |
| 범례:                                                                                            | 판매 중단 및 미지원    | 판매는 중단되었으나 지원 중 | 개발 중이며 현재 판매 중   |                 |              |

### 1세대
1세대 애플워치는 싱글 코어 애플 S1을 사용한다. GPS 칩이 내장되어 있지 않으며 위치 서비스를 이용하기 위해 아이폰을 사용해야한다. 탭틱 엔진을 사용하여 알림을 받을 때 햅틱 피드백을 제공한다. 심장박동센서가 내장되어있다.

### 2세대
2세대는 2개의 제품으로 구성된다. 시리즈 1은 애플 S1 프로세서의 듀얼 코어 버전인 S1P를 사용하며 1세대보다 저렴한 가격으로 출시되었다. 시리즈2는 듀얼 코어 애플 S2 프로세서, 50m 방수 기능, 두 배 이상의 밝은 디스플레이 및 GPS 수신기를 갖추고 있다.

### 3세대
3세대는 더 빠른 프로세서인 듀얼 코어 애플 S3, Bluetooth 4.2, 내장 고도계, 더 커진 RAM, 선택 사양인 LTE 연결 기능을 가지고있다.

### 4세대
4세대는 3세대보다 2배가량 더 빨라진 64비트 아키텍처를 적용한 애플S4 프로세서와 더 커진 화면과 심전도 측정, 넘어짐 감지 기능을 탑재하고 있으며, 넘어짐 감지 기능이 추가되면서 자이로스코프 센서와 가속도계가 전 세대보다 2배 더 민감해졌다. 또, 광학심박센서가 2세대로 바뀌며 3세대에 비해 많은 변화가 있었다.

### 5세대
5세대는 화면을 항상 켜져 있는 상태로 할 수 있는 AOD(Always On Display)기능을 추가 했고 심박수 측정 기능, 여성의 생리주기 확인 기능, 나침반과 고도계 기능 등이 추가 되었다.

### SE 1세대
SE는 6세대의 보급형으로 AOD 디스플레이가 아닌 RETINA 디스플레이로 바꿨다.

### 6세대
6세대는 혈중산소 기능이 추가 됐다.

### 7세대
기존 32GB에 비해 이번 7세대는 64GB로 용량이 늘어났다.
소재에 따라 다르긴하지만 이번 7세대는 그린을 비롯한 다양한 색깔들이 생겨 선택의 폭이 넓어졌다.
외형적인 면에서 기존의 애플워치와는 차이가 생긴것을 볼 수 있다.

## 세부적 특징
| 컬렉션                 | 애플워치 스포츠 | 애플워치 | 애플워치 에디션 |
| ---------------------- | --- | --- | --- |
| 가격                   | 439,000원 (스포츠 밴드가 결합된 38mm 애플 워치 스포츠를 기준) 42mm 모델: +60,000원 | 679,000원 (스포츠 밴드가 결합된 38mm 애플 워치를 기준) 42mm 모델: +60,000원 클래식 버클, 밀레니즈 루프, 가죽 버클(42mm 모델) : +120,000원, 모던 버클(38mm 모델): +240,000원, 스테인레스 스틸: +500,000원, 스페이스 블랙 스테인레스 스틸 +600,000원                                                         | 13,000,000원 (스포츠 밴드가 결합된 38mm 애플 워치 에디션을 기준) 42mm 모델 +2,000,000원 모던 버클(38mm 모델) +9,000,000원 클래식 버클, 가죽 버클(42mm 모델) +6,000,000원                                          |
| 프로세서               | 애플 S1 | 애플 S1 | 애플 S1 |
| OS                     | WatchOS (iOS 기반, 버전 2.0) | WatchOS (iOS 기반, 버전 2.0) | WatchOS (iOS 기반, 버전 2.0) |
| 디스플레이             | Force Touch 기능이 탑재된 플렉서블 레티나 디스플레이 (디스플레이 밀도: 326 ppi) 38 mm: 21.2 x 26.5 mm, 대각선 33.5 mm (1.32 인치), 272 x 340 픽셀, 42 mm: 24.3 x 30.5 mm, 대각선 39 mm (1.5 인치), 312 x 390 픽셀 | Force Touch 기능이 탑재된 플렉서블 레티나 디스플레이 (디스플레이 밀도: 326 ppi) 38 mm: 21.2 x 26.5 mm, 대각선 33.5 mm (1.32 인치), 272 x 340 픽셀, 42 mm: 24.3 x 30.5 mm, 대각선 39 mm (1.5 인치), 312 x 390 픽셀                                                                                          | Force Touch 기능이 탑재된 플렉서블 레티나 디스플레이 (디스플레이 밀도: 326 ppi) 38 mm: 21.2 x 26.5 mm, 대각선 33.5 mm (1.32 인치), 272 x 340 픽셀, 42 mm: 24.3 x 30.5 mm, 대각선 39 mm (1.5 인치), 312 x 390 픽셀 |
| 출력장치               | Taptic Engine, 스피커 | Taptic Engine, 스피커 | Taptic Engine, 스피커 |
| 치수                   | 38 mm: 38.6 × 33.3 × 10.5 (mm, 세로x가로x두께) 42 mm: 42 × 35.9 × 10.5 (mm, 세로x가로x두께) | 38 mm: 38.6 × 33.3 × 10.5 (mm, 세로x가로x두께) 42 mm: 42 × 35.9 × 10.5 (mm, 세로x가로x두께) | 38 mm: 38.6 × 33.3 × 10.5 (mm, 세로x가로x두께) 42 mm: 42 × 35.9 × 10.5 (mm, 세로x가로x두께) |
| 후면                   | 합성 | 세라믹 | 세라믹 |
| 화면                   | 강화 Ion-X 유리 | 사파이어 크리스탈 | 사파이어 크리스탈 |
| 모델                   | 10개 모델 | 18개 모델 | 6개 모델 |
| 모델                   | 2개 바디: 경량 산화 피막 7000 시리즈 알루미늄 (실버,스페이스 그레이,골드 또는 로즈골드) 5개 밴드: 불화탄성중합체 플라스틱: 스포츠밴드 (화이트, 블랙, 블루, 그린, 핑크)                                            | 2개 바디: 316L 스테인레스 스틸 (고강도 스틸 또는 스페이스 블랙) 9개 밴드: 가죽: 모던 버클 (소프트 핑크, 브라운, 미드나잇 블루); 가죽 루프 (스톤, 라이트 브라운, 브라이트 블루); 클래식 버클 (블랙) 스테인레스 스틸: 링크 브레이슬릿, 밀레니즈 루프 불화탄성중합체 플라스틱: 스포츠 밴드 (화이트 또는 블랙) | 2개 바디: 고강도 18k 금 (옐로 골드, 로즈 골드) 3개 밴드: 가죽: 모던 버클 (브라이트 레드 또는 로즈 그레이); 클래식 버클 (미드나잇 블루) 불화탄성중합체 플라스틱: 스포츠 밴드 (화이트 또는 블랙)                    |
| 입력장치               | 디지털 크라운 (용두), 멀티 터치, 포스 터치, 마이크, 시리, 아이폰 연결 지원 | 디지털 크라운 (용두), 멀티 터치, 포스 터치, 마이크, 시리, 아이폰 연결 지원 | 디지털 크라운 (용두), 멀티 터치, 포스 터치, 마이크, 시리, 아이폰 연결 지원 |
| 충전 방식 및 충전 시간 | MagSafe 무선충전, 100% 충전시 2시간 30분 소요, 80% 충전시 1시간 30분 소요 | MagSafe 무선충전, 100% 충전시 2시간 30분 소요, 80% 충전시 1시간 30분 소요 | MagSafe 무선충전, 100% 충전시 2시간 30분 소요, 80% 충전시 1시간 30분 소요 |
| 사용 시간              | 일반적인 사용으로 18시간 | 일반적인 사용으로 18시간 | 일반적인 사용으로 18시간 |
| 무선 연결              | NFC, 블루투스 4.0, Wi-Fi 802.11b/g/n 2.4 GHz | NFC, 블루투스 4.0, Wi-Fi 802.11b/g/n 2.4 GHz | NFC, 블루투스 4.0, Wi-Fi 802.11b/g/n 2.4 GHz |
| 센서                   | 가속 센서, 자이로 센서, 심박수 센서, 기압 센서, 방수 | 가속 센서, 자이로 센서, 심박수 센서, 기압 센서, 방수 | 가속 센서, 자이로 센서, 심박수 센서, 기압 센서, 방수 |
| 호환성                 | iOS 8.2 이상 설치된 아이폰 5, 아이폰 5C, 아이폰 5S, 아이폰 6, 아이폰 6 플러스, 아이폰 6s, 아이폰 6s 플러스, 아이폰 7, 아이폰 7 플러스                                                                             | iOS 8.2 이상 설치된 아이폰 5, 아이폰 5C, 아이폰 5S, 아이폰 6, 아이폰 6 플러스, 아이폰 6s, 아이폰 6s 플러스, 아이폰 7, 아이폰 7 플러스 | iOS 8.2 이상 설치된 아이폰 5, 아이폰 5C, 아이폰 5S, 아이폰 6, 아이폰 6 플러스, 아이폰 6s, 아이폰 6s 플러스, 아이폰 7, 아이폰 7 플러스                                                                             |

## 출시 국가
| 국가                         |                              |
| 1차 출시국 (2015년 4월 24일) | 1차 출시국 (2015년 4월 24일) |
| ---------------------------- | ---------------------------- |
| 미국                         |                              |
| 캐나다                       |                              |
| 중화인민공화국               |                              |
| 홍콩                         |                              |
| 일본                         |                              |
| 독일                         |                              |
| 영국                         |                              |
| 프랑스                       |                              |
| 오스트레일리아               |                              |

| 국가                         |                              |
| 2차 출시국 (2015년 6월 26일) | 2차 출시국 (2015년 6월 26일) |
| ---------------------------- | ---------------------------- |
| 이탈리아                     |                              |
| 멕시코                       |                              |
| 싱가포르                     |                              |
| 대한민국                     |                              |
| 스페인                       |                              |
| 스위스                       |                              |
| 중화민국                     |                              |

## 같이 보기
- IOS 및 iPadOS 제품 목록